# Победа (Кайбицкий район)
Победа — деревня в Кайбицком районе Татарстана в 10 км к западу от Больших Кайбиц. Входит в состав муниципального образования сельское поселение Ульянковское.

## География
У деревни протекает один из притоков реки Бирля.

## История
Основано в XVIII веке.

## Экономика
ООО «Золотая Нива»

## Демография
- 1989 год — 35
- 1997 год — 31
- 2010 год — 19

Национальный состав — в основном русские.